# Radio 1 (Polynésie française)
Pour les articles homonymes, voir Radio 1.
Radio 1 est la première station de Radio FM créée à Papeete (Tahiti) en Polynésie française en 1981. Elle diffuse de la musique pop adulte contemporaine internationale, des informations locales, des talk-shows et les informations nationales françaises et internationales d'Europe 1, puis de RTL à partir du 1er avril 2024.
C'est une radio généraliste musicale et d'informations, avec une programmation musicale variée internationale et polynésienne :
- Informations locales et régionales en français par une rédaction locale ;
- Informations nationales et internationales : reprise des journaux d’information de la radio généraliste métropolitaine RTL ;
- Production d’émissions thématiques par des intervenants locaux tels que les     rubriques :

- Culinaire « Les bons petits plats de Maheata »
- Économie locale « La minute de l’entrepreneur »
- Habitat, immobilier, décoration « Tendance habitat »
- L’art de la table « La passion du vin »
- Billet d’humeur
- L’écologie « Le JT vert radio »
- L’horoscope chinois
- Aotearoa - L'actu musicale de Nouvelle Zélande et du Pacifique

Radio 1 produit depuis 1983 des artistes locaux, nationaux et internationaux en Polynésie française et en Nouvelle-Calédonie.

Radio 1 accorde également une large place aux initiatives locales dans le domaine de l’emploi, de la santé publique, de l’environnement, de la formation des jeunes, de l’éducation et du sport.
À ce titre, la radio soutient activement les associations, structures et fédérations locales qui développent des initiatives et des actions pertinentes au importantes

L’ensemble de ces actions trouvent également leur développement sur le site web : www.radio1.pf, la lettre d'information quotidienne d’information locale, de l’application smartphone et des réseaux sociaux.